# 瑞士伯尔尼圣殿
瑞士伯尔尼圣殿是耶稣基督后期圣徒教会第9个开放的圣殿，位于瑞士伯尔尼州的Münchenbuchsee，但是其邮政地址属于毗邻的佐利科芬(Zollikofen)。它是北美洲以外的第一所圣殿。
1952年7月1日，耶稣基督后期圣徒教会宣布在瑞士修建圣殿。1953年8月5日开始动工，1955年9月11日举行奉献仪式，当时称为瑞士圣殿。内部翻修后，1992年10月23日重新奉献。
2005年，瑞士伯尔尼圣殿顶部安放了4米高的天使像。